# Георги Гърнев
Георги Моньов (Симеонов) Гърнев е български просветен деец, революционер и фолклорист. Гърнев записва фолклорно-етнографски и езикови материали от двете страни на Пирин, от Али ботуш, Огражден, Беласица до Беломорието, които са съществена тежест за науката, поради оскъдността на материалите от тези райони.

## Биография
Георги Гърнев е роден към 1856 година в неврокопското село Либяхово, което тогава е в Османската империя. Първороден син е на възрожденския деец Симеон Гърнев, а брат му Тодор Гърнев е деец на БЗНС. Подписва се като Г. М. Гърнев. Учи в либяховското училище, след което баща му го изпраща да учи в Пловдивската мъжка гимназия, където в 1876 година завършва V клас и става учител. Работи в много селища. От 1880 до 1884 година е български учител в драмското село Просечен, където печели уважението на населението и на българската община, която на няколко пъти му увеличава заплатата. След това Гърнев става активен член на Драмската българска община и се бори за утвърждаване на българщината в Драмско. След това преподава в Сяр. През януари 1885 година, при удара срещу българското дело и масовите арести на български учители, свещеници и първенци, Гърнев също е арестуван за няколко дни при строг режим, но след това е освободен за разлика от Харитон Карпузов, Петър Сарафов и други изпратени в Солунския затвор. Васил Кънчов пише:
| „ | Българското движение се потаило в Сяр. Параклисът останал без свещеник и бил затворен, но за чудо голямо българското училище не се закрило. Останал един учител, който бил незабележен от гръцкия владика. Това било някой си Гърнев, учител в отделенията. Той събрал ония деца, които не се разбягали от страховете, и продължавал с голям риск учението. Владиката, като узнал това, настоял пред пашата да се затвори българското училище и да се прогони Гърнев, но пашата не склонил. Него го било страх да направи това нещо, защото училището имало позволително писмо от валията. | “ |

В учебната 1887/1888 година Гърнев и Марко Янков Маламишев от Либяхово стават български учители в сярското село Горно Броди, но съвсем скоро са прогонени от гръцките църковни власти. Според автобиографията на Спас Прокопов в 1893/1894 година Гърнев вече е учител в Либяхово, а в следващите две учебни години до 4 октомври 1896 година преподава при трудни условия във Валовища - училишето е в двустайна къща – в едната живее учителят, в другата хазаинът, а учениците са на двора. Същевременно големи трудности му създават гръкоманите и турските власти. Във Валовища Гърнев става член на Вътрешната македоно-одринска революционна организация. През лятото на 1895 година, по време на ваканция в Либяхово, той посвещава в революционното дело Димитър Арнаудов.
След Валовища учителства в Петрич, където е назначен за главен учител. Тук остава през следващите три години - до 1899 година. През учебната 1896/1897 година, той разкрива втори клас към местното българско училище. През 1905 година Гърнев се мести от Либяхово в Банско, където се жени за овдовяла като него жена с деца. Работи в Банското класно училище като волнонаемен учител по турски език, естествознание и други предмети. Занимава се и с революционна дейност - в дома му пребивават Яне Сандански и Христо Чернопеев, които снабдява с вестници и литература. В 1906 година е арестуван от властите и затворен в Солун.
Гърнев дочаква освобождението на Банско в 1912 година, но на следната се разболява от инфлуенца, заминава за лечение в София, където умира на 16 юли.
Гърнев е въодушевен от призива на проф. Иван Шишманов в „Сборника за народни умотворения, наука и книжнина“ от 1889 година за събиране на фолклорни материали. За мотивите си за събиране на фолклорни материали Гърнев пише:
| „ | Водим от любов към народний язик и от целта си за събиране на фактически доказателствени песни от Родопите за потвърждение или отхвърляне на тези на господина Гологанова, като имам надежда и с долеизложене си песни и пр., в които съм се старал всячески да запазя първообразното им произношение и наречие, ще дам на господа язиковедите и историците едно какво годе понятие по старата ни народна филология и история, реших за сега да предоставя на благоусмотрението Ви настоящия си скромен трудец, като се извинявам в това, че главната си цел не можах и не ще мога да постигна през зимата, по причина на лютата зима, която много върлува тази година почти навсякъде, а особено в Родопите, където трябваше да положа най-големи старания и жертви, а понастоящем по причина на лятната работа и главно по нямане на материални средства. | “ |

Материалите на Гърнев се пазят в архива на Етнографския институт и музей - София. Те са записани предимно в 1893 година. В 1895 година Атанас Поппетров ги предава на Етнографския институт. Материалите произхождат от Неврокопско, Демирхисарско и Петричко. Гърнев издирва и записва 323 песни (хороводни, сватбарски, трапезни, жетварски и други), 310 пословици, 46 гатанки, 10 баяния. Част от тях - 55 песни, 10 баяния с вярвания и 1 приказка - са публикувани от Антон Попстоилов в том 36 на редактирания от него „Сборник за народни умотворения и народопис“. Непубликувани остават 268 песни, стивастраският (дръндарски) професионален (таен) говор и други фолклорни творби.
Негов син е художникът Константин Гърнев.

## Родословие
|  |  |  |  |  |  |                                 |                                 |                                 |                                 |                                 |                                 |  |  |                                 |                                 |                                 |                                 |                                 |                                 |  |  | Симеон Гърнев (1827 – 1905) |                             |                             |                             |                             |                             |  |  |                             |                             |                             |                             |                             |                             |  |  |                           |                           |                           |                           |                           |                           |  |  |  |  |  |  |  |  |  |  |  |  |  |  |  |  |  |  |
|  |  |  |  |  |  |                                 |                                 |                                 |                                 |                                 |                                 |  |  |                                 |                                 |                                 |                                 |                                 |                                 |  |  |                             |                             |                             |                             |                             |                             |  |  |                             |                             |                             |                             |                             |                             |  |  |                           |                           |                           |                           |                           |                           |  |  |  |  |  |  |  |  |  |  |  |  |  |  |  |  |  |  |
|  |  |  |  |  |  |                                 |                                 |                                 |                                 |                                 |                                 |  |  |                                 |                                 |                                 |                                 |                                 |                                 |  |  |                             |                             |                             |                             |                             |                             |  |  |                             |                             |                             |                             |                             |                             |  |  |                           |                           |                           |                           |                           |                           |  |  |  |  |  |  |  |  |  |  |  |  |  |  |  |  |  |  |
|  |  |  |  |  |  |                                 |                                 |                                 |                                 |                                 |                                 |  |  | Георги Гърнев (ок. 1856 – 1913) | Георги Гърнев (ок. 1856 – 1913) | Георги Гърнев (ок. 1856 – 1913) | Георги Гърнев (ок. 1856 – 1913) | Георги Гърнев (ок. 1856 – 1913) | Георги Гърнев (ок. 1856 – 1913) |  |  | Атанас (? – 1906)           | Атанас (? – 1906)           | Атанас (? – 1906)           | Атанас (? – 1906)           | Атанас (? – 1906)           | Атанас (? – 1906)           |  |  | Тодор Гърнев (1876 – 1925)  | Тодор Гърнев (1876 – 1925)  | Тодор Гърнев (1876 – 1925)  | Тодор Гърнев (1876 – 1925)  | Тодор Гърнев (1876 – 1925)  | Тодор Гърнев (1876 – 1925)  |  |  | Иван Гърнев (1880 – 1942) | Иван Гърнев (1880 – 1942) | Иван Гърнев (1880 – 1942) | Иван Гърнев (1880 – 1942) | Иван Гърнев (1880 – 1942) | Иван Гърнев (1880 – 1942) |  |  |  |  |  |  |  |  |  |  |  |  |  |  |  |  |  |  |
|  |  |  |  |  |  |                                 |                                 |                                 |                                 |                                 |                                 |  |  | Георги Гърнев (ок. 1856 – 1913) | Георги Гърнев (ок. 1856 – 1913) | Георги Гърнев (ок. 1856 – 1913) | Георги Гърнев (ок. 1856 – 1913) | Георги Гърнев (ок. 1856 – 1913) | Георги Гърнев (ок. 1856 – 1913) |  |  | Атанас (? – 1906)           | Атанас (? – 1906)           | Атанас (? – 1906)           | Атанас (? – 1906)           | Атанас (? – 1906)           | Атанас (? – 1906)           |  |  | Тодор Гърнев (1876 – 1925)  | Тодор Гърнев (1876 – 1925)  | Тодор Гърнев (1876 – 1925)  | Тодор Гърнев (1876 – 1925)  | Тодор Гърнев (1876 – 1925)  | Тодор Гърнев (1876 – 1925)  |  |  | Иван Гърнев (1880 – 1942) | Иван Гърнев (1880 – 1942) | Иван Гърнев (1880 – 1942) | Иван Гърнев (1880 – 1942) | Иван Гърнев (1880 – 1942) | Иван Гърнев (1880 – 1942) |  |  |  |  |  |  |  |  |  |  |  |  |  |  |  |  |  |  |
|  |  |  |  |  |  |                                 |                                 |                                 |                                 |                                 |                                 |  |  |                                 |                                 |                                 |                                 |                                 |                                 |  |  |                             |                             |                             |                             |                             |                             |  |  |                             |                             |                             |                             |                             |                             |  |  |                           |                           |                           |                           |                           |                           |  |  |  |  |  |  |  |  |  |  |  |  |  |  |  |  |  |  |
|  |  |  |  |  |  | Константин Гърнев (1894 – 1966) | Константин Гърнев (1894 – 1966) | Константин Гърнев (1894 – 1966) | Константин Гърнев (1894 – 1966) | Константин Гърнев (1894 – 1966) | Константин Гърнев (1894 – 1966) |  |  | Радой Гърнев (1895 – 1952)      | Радой Гърнев (1895 – 1952)      | Радой Гърнев (1895 – 1952)      | Радой Гърнев (1895 – 1952)      | Радой Гърнев (1895 – 1952)      | Радой Гърнев (1895 – 1952)      |  |  | Симеон Гърнев (1887 – 1925) | Симеон Гърнев (1887 – 1925) | Симеон Гърнев (1887 – 1925) | Симеон Гърнев (1887 – 1925) | Симеон Гърнев (1887 – 1925) | Симеон Гърнев (1887 – 1925) |  |  | Никола Гърнев (1895 – 1948) | Никола Гърнев (1895 – 1948) | Никола Гърнев (1895 – 1948) | Никола Гърнев (1895 – 1948) | Никола Гърнев (1895 – 1948) | Никола Гърнев (1895 – 1948) |  |  |                           |                           |                           |                           |                           |                           |  |  |  |  |  |  |  |  |  |  |  |  |  |  |  |  |  |  |
|  |  |  |  |  |  | Константин Гърнев (1894 – 1966) | Константин Гърнев (1894 – 1966) | Константин Гърнев (1894 – 1966) | Константин Гърнев (1894 – 1966) | Константин Гърнев (1894 – 1966) | Константин Гърнев (1894 – 1966) |  |  | Радой Гърнев (1895 – 1952)      | Радой Гърнев (1895 – 1952)      | Радой Гърнев (1895 – 1952)      | Радой Гърнев (1895 – 1952)      | Радой Гърнев (1895 – 1952)      | Радой Гърнев (1895 – 1952)      |  |  | Симеон Гърнев (1887 – 1925) | Симеон Гърнев (1887 – 1925) | Симеон Гърнев (1887 – 1925) | Симеон Гърнев (1887 – 1925) | Симеон Гърнев (1887 – 1925) | Симеон Гърнев (1887 – 1925) |  |  | Никола Гърнев (1895 – 1948) | Никола Гърнев (1895 – 1948) | Никола Гърнев (1895 – 1948) | Никола Гърнев (1895 – 1948) | Никола Гърнев (1895 – 1948) | Никола Гърнев (1895 – 1948) |  |  |                           |                           |                           |                           |                           |                           |  |  |  |  |  |  |  |  |  |  |  |  |  |  |  |  |  |  |
|  |  |  |  |  |  |                                 |                                 |                                 |                                 |                                 |                                 |  |  |                                 |                                 |                                 |                                 |                                 |                                 |  |  | Борис Гърнев (1922 – 2022)  |                             |                             |                             |                             |                             |  |  |                             |                             |                             |                             |                             |                             |  |  |                           |                           |                           |                           |                           |                           |  |  |  |  |  |  |  |  |  |  |  |  |  |  |  |  |  |  |